# MIM-3 Nike Ajax
Il Nike Ajax  (MIN-3A) fu il primo sistema missilistico superficie-aria teleguidato del mondo ad entrare in servizio.  Il progetto prese le mosse nell'immediato dopoguerra quando l'esercito degli Stati Uniti si rese conto che i missili guidati erano la sola risposta praticabile per la futura difesa antiaerea contro i nuovi e veloci bombardieri in grado di volare anche ad alte quote.
Per i pochi eventuali Tu-4 e Tu-95 arrivati sul territorio americano, i missili Nike Ajax erano disponibili con testata HE ed una gittata di circa 40 km. Essi pesavano 1110 kg al lancio ed avevano una forma slanciata, con un sistema di radioguida, simile a quello dei successivi SA-2 Guideline di produzione sovietica.
Ampiamente esportato, con oltre 16 000 unità prodotte, era denominato nell'United States Army MIM-3.
Il suo primo ruolo fu la difesa della capitale Washington, dove fu impiegato a partire dal dicembre del 1953. Molti di questi missili furono forniti a diversi paesi della NATO ancora prima dell'inizio degli anni sessanta.

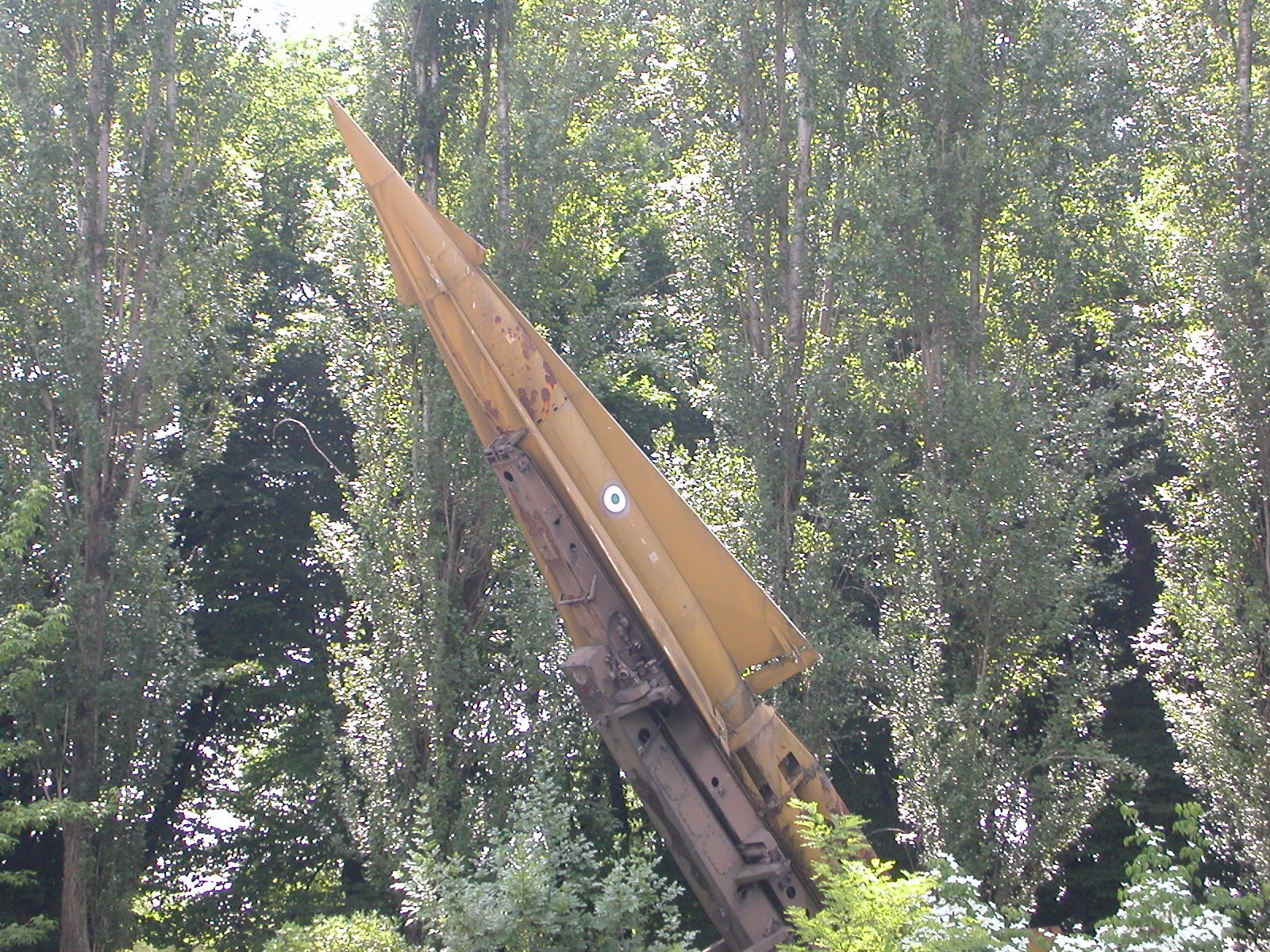
Il Nike Hercules esposto presso il parco del Museo dell'aria e dello spazio in località San pelagio, Due Carrare (PD). Lo si può trovare in 1 batteria di 3 Nike Hercules anche presso la "Base Tuono" sul passo Coe di Folgaria.
Il Nike Hercules è stato un'evoluzione dell'Ajax ed è entrato in servizio a partire dal 1958.

Il prototipo non guidato fu lanciato per la prima volta nel 1946, ma problemi con il booster ad 8 motori a stadio solido rese le cose difficili ed il progetti subì ritardi. Nel 1948 si decise di sostituire questo gruppo di motori con un solo stadio propulsore allineato in coda al missile (nella prima soluzione il gruppo di 8 motori formava una fascia intorno al missile vero e proprio). Questa soluzione era a combustibile liquido e il volo del missile veniva controllato da quattro piccoli impennaggi sistemati vicino alla punta.
Nel 1951 fu condotto con successo un lancio sperimentale con l'intercettazione di un QB-17, ossia un Boeing B-17 Flying Fortress trasformato in drone.
Il primo missile di serie fu sperimentato nel 1952 e nel 1954 il sistema d'arma divenne operativo. Denominato dapprima SAM-A-7, poi “Nike I” per distinguerlo dal successivo “Nike B”, finalmente nel 1956 assunse la denominazione definitiva di Nike Ajax.
Il sistema d'arma era del tipo a guida “command” ed il missile era armato con tre testate esplosive a frammentazione sistemate sulla punta, al centro e nella parte posteriore.
Il missile (compreso il booster) lungo 10,61 metri, del peso di 1110 kg, era in grado di raggiungere una velocità massima di 2,3 Mach. Aveva una portata di 48 km e poteva raggiungere una quota massima di 21.300 metri.
Il sistema d'arma Nike Ajax entrò in servizio anche con l'Aeronautica Militare Italiana equipaggiando i 12 Gruppi Intercettori Teleguidati della 1ª Brigata aerea Intercettori Teleguidati di Padova.